# A Lei do Amor
A Lei do Amor ("La ley del amor"; título en español: Sombras del Ayer) es una telenovela brasileña producida y emitida por TV Globo desde el 3 de octubre de 2016 hasta el 31 de marzo de 2017, de lunes a sábados en el horario de las 21hs, reemplazando a Velho Chico y siendo sucedida por A Força do Querer. Fue la 11.ª telenovela exhibida en el horario de las 21 horas, y contó con 155 capítulos grabados.
Creada y escrita por Maria Adelaide Amaral y Vincent Villari, contó con la colaboración de Álvaro Ramos, Juliano Righetto, Leticia Mey, Marta Nehring, Paola Prestes y Rodrigo Amaral, y fue dirigida por Oscar Francisco, André Barros, Giovanna Machline y Natália Warth, con la dirección general de Natália Grimberg y Denise Saraceni, también directora artística.
Protagonizada por Cláudia Abreu, Reynaldo Gianecchini, Isabella Santoni y Humberto Carrão, con las participaciones antagónicas de Vera Holtz, Thiago Lacerda, José Mayer y Alice Wegmann.

## Reparto
| Actor/Actriz       | Actor/Actriz         | Personaje                               |
| Fase 1             | Fase 2               | Personaje                               |
| ------------------ | -------------------- | --------------------------------------- |
| Isabelle Drummond  | Cláudia Abreu        | Heloísa Martins (Helô)                  |
| Chay Suede         | Reynaldo Gianecchini | Pedro Guedes Leitão                     |
| Vera Holtz         | Vera Holtz           | Magnólia Costa Leitão / Maria Noronha   |
| Tarcísio Meira     | Tarcísio Meira       | Fausto Leitão                           |
| Thiago Martins     | José Mayer           | Sebastião Bezerra (Tião)                |
| Maurício Destri    | Thiago Lacerda       | Ciro Noronha                            |
| Sophia Abrahão     | Camila Morgado       | Vitória Costa Leitão                    |
| —                  | Grazi Massafera      | Luciane Leitão                          |
| Hugo Bonemer       | Ricardo Tozzi        | Augusto Tavares                         |
| João Vítor Silva   | Danilo Grangheia     | Hércules Costa Leitão                   |
| —                  | Claudia Raia         | Salete Meloni                           |
| Arthur Barros      | Humberto Carrão      | Tiago Silva Leitão                      |
| —                  | Alice Wegmann        | Isabela Dias / Marina Ramos de Almeida  |
| —                  | Isabella Santoni     | Letícia Martins Leitão                  |
| —                  | Bianca Müller        | Ana Luiza Silva Leitão (Analu)          |
| —                  | Bruna Hamú           | Camila Silva Leitão                     |
| —                  | Daniel Rocha         | Gustavo                                 |
| Gabriela Duarte    | Regina Duarte        | Suzana Rivera                           |
| Bruna Moleiro      | Emanuelle Araújo     | Yara Garcia de Oliveira                 |
| Acauã Sol          | Tuca Andrada         | Misael de Oliveira                      |
| —                  | Matheus Fagundes     | Eduardo Martins Bezerra ("Edu")         |
| —                  | Heloísa Périssé      | Mileide Aparecida Chaves                |
| —                  | Titina Medeiros      | Ruty Raquel Chaves                      |
| Mila Moreira       | Mila Moreira         | Gioconda Moretto Ferrari (Gigi)         |
| —                  | Pierre Baitelli      | Antônio Ferrari                         |
| —                  | Marcella Rica        | Jéssica Teixeira Meloni                 |
| —                  | Maria Flor           | Flávia Teixeira Meloni / Flávia Bezerra |
| Theo Medon         | João Campos          | Élio Bataglia                           |
| —                  | Gabriel Chadan       | Robinson Chaves                         |
| —                  | Raphael Ghanem       | Gledson Rocha                           |
| —                  | Érico Brás           | Jader Azevedo                           |
| —                  | Armando Babaioff     | Bruno Pessoa                            |
| Ana Rosa           | Ana Rosa             | Zuleika Pessoa (Zuza)                   |
| —                  | Arianne Botelho      | Aline Garcia de Oliveira                |
| —                  | Regiane Alves        | Elisabeth Beltrão Tavares (Beth)        |
| —                  | Gil Coelho           | Wesley                                  |
| —                  | Bia Montez           | Leila de Oliveira                       |
| —                  | Tato Gabus Mendes    | Olavo Maciel                            |
| —                  | Danilo Ferreira      | José Carlos (Zelito)                    |
| —                  | Maurício Machado     | Arlindo Nacib                           |
| —                  | Otávio Augusto       | César Venturini                         |
| Denise Fraga       | —                    | Cândida Martins                         |
| Marjorie Bernardes | —                    | Rita Garcia de Oliveira                 |
| Daniel Ribeiro     | —                    | Jorge Martins                           |
| Bianca Salgueiro   | Mayana Neiva         | Carmen da Silva Leitão                  |
| Ana Carolina Godoy | —                    | Magnólia (flashback)                    |

## Banda sonora
*
 "Llegaste tú" (tema de entrada en Latinoamérica) - Jesse & Joy * "O Trenzinho Caipira" - Ney Matogrosso * "A distância" - Roberto Carlos * "Blue" - Bluebell * "Chuva no mar" - Carminho feat. Marisa Monte * "Cowboy fora da lei" - Raul Seixas * "É bom para o moral" - Rita Cadillac * "Era pra ser" - Maria Bethânia * "Estado de poesia" - Chico César * "Estrela Blue" - Simone Mazzer * "Fogueira"
* "Folgado" - Marília Mendonça * "Grito de alerta" - Maria Rita y Gonzaguinha * "Levanta" - Renata Jambeiro * "Maior" - Dani Black feat. Milton Nascimento * "Meu recado" - Alice Caymmi * "Não demora" - Adriana Calcanhotto * "No meu país" - Zélia Duncan * "Partículas de Amor" - Márcia Castro * "Pessoa" - Marina Lima * "Por enquanto" - Cássia Eller * "Quem leva a vida sou eu" - Lenine * "Perdoname", Pablo Alborán * "Step by Step" - New Kids on the Block * "The Rip Tide" - Beirut * "What's Up?" - 4 Non Blondes